# Estudi op. 10, núm. 3 (Chopin)

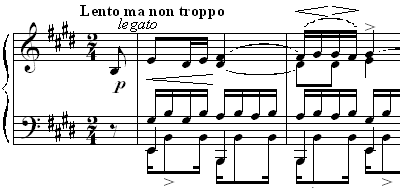
Inici de l'Estudi op. 10 núm. 3

L'"Estudi op. 10 núm. 3", en mi major, és un dels dotze Estudis op. 10 per a piano compostos per Frédéric Chopin; és del 1832. També és conegut pel sobrenom de "Tristesa" (del francès: Tristesse). Aquests estudis aparegueren publicats el 1833 a França, Alemanya, i Anglaterra.
És un estudi amb un caràcter de lento cantabile en el qual la mà dreta ha de mantenir el seu to melòdic al mateix temps que ajuda amb l'acompanyament. Interpretar la veu principal i part de l'acompanyament amb una sola mà és d'una gran dificultat. La peça, s'allunya de la resta d'Estudis de Chopin en el seu tempo. Suposa una sortida del virtuosisme tècnic que exigien els estudis per a piano abans de Chopin. Se centra més en el fraseig melòdic i en l'aire legato de la interpretació més que en l'habilitat tècnica. Ha estat classificat com a poema simfònic per a piano per alguns crítics i és considerat com una mostra de qualitat de l'amor de Chopin cap a l'òpera romàntica i cap a Polònia, el seu país natal. Sembla que durant una classe amb Adolf Gutmann, un dels seus alumnes, va començar a plorar i va cridar: «Oh, la meva terra!»; Chopin tenia 22 anys i enyorava la seva pàtria. Sobre la peça, s'ha comentat que el mateix Chopin va dir: «En tota la meva vida, mai he escrit una melodia tan bella».

## Context històric
En 1832, un any després de la caiguda de Varsòvia, Chopin era a París. En aquest moment, França va ser amistosa cap a Polònia i fou l'únic país que obertament va donar benvinguda a Polònia després de l'exili. Per aquesta raó París es va omplir de polonesos refugiats.
Mentrestant, a Polònia, els dirigents i figures centrals de la insurrecció van ser jutjats al tribunal sense estar presents i condemnats a mort. Amb les forces rebels derrotades, Chopin no podria tornar a la seva pàtria. Aquesta melodia descriu la seva malenconia, l'eterna nostàlgia d'acomiadar a la seva pàtria. Chopin va deixar Polònia abans de la insurrecció i mai hi va tornar.

## Estructura

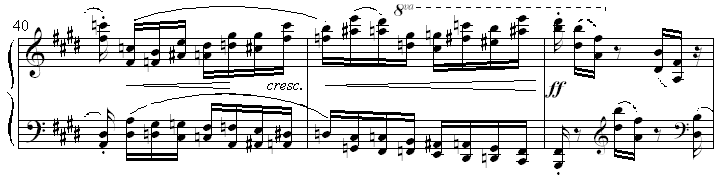
La variació de la secció central de l'Estudi op.10 núm 3

Aquest estudi és bastant senzill en l'estructura, amb un tema inicial, una variació i una volta final al tema principal.
El primer tema està basat principalment en què la mà dreta toqui la lenta melodia juntament amb el baix d'Alberti (greu-agut-mitjà-agut). La mà esquerra ha de fer animtas salts i estableix les bases harmòniques, sense deixar lloc per l'ambigüitat en el tema. L'Estudi Op. 10 n.º 3 està present fins a 115 enregistraments comercials, el que demostra que no hi ha un únic mètode correcte per a l'execució d'aquest tema en particular, ja que totes les versions tenen diferències quant al tempo, a l'acceleració i el ritme. A Chopin no li agradava un excessiu sentimentalisme durant les interpretacions, ja que això eliminava l'estructura musical que ell pretenia al principi. Chopin també renunciava a una tempo assetjat amb diferents polsos, perquè això també destruïa la significança del temps de dos per quatre (2/4).
La variació central de l'estudi és on aquest es fa més difícil tècnicament. Encara cromàticament segueix centrat en Mi major, aquesta secció, una llarga seqüència de setenes disminuïdes i tritons, està plena d'alteracions i de síncopes que ho fan difícil. L'arrasadora variació es fon de vegades amb el ritme suau i tendre del tema principal. La coda comença amb un restabliment d'aquest primer tema.

## Influència en la cultura popular
La música d'aquest estudi es pot reconèixer en altres peces més actuals com :
- La cançó dels anys cinquanta No other love, un èxit de Jo Stafford.
- La cançó So Deep Is The Night, que es va convertir en un èxit al Regne Unit interpretada per l'humorista i cantant Ken Dodd en 1964.
- El tema "Lemon incest" (Love on the Beat) de Serge Gainsbourg, de 1984; pren la música d'aquest estudi i té la lletra escrita per Gainsbourg.
- La cançó We were lovers de Jean-Jacques Burnel, tema de l'anime Gankutsuou és clarament una variació d'aquest estudi.
- "Wakare no kyoku" (Cançó de Comiat), tema de fons de l'animé Fullmetal Alchemist (capítol 51), del compositor Oshima Michiru.
- La cançó "Tristesse", de 1939, interpretada per Tino Rossi.
- El tango "La melodía del corazón", gravat el 1940 per l'orquestra d'Edgardo Donato amb la veu de Romeu Gavio, i després per l'orquestra de Francisco Canaro amb Francisco Amor, també en 1940.
- Apareix a la pel·lícula I Walked with a Zombie (1943).
- El 2001 la soprano Sarah Brightman cantà una adaptació d'aquesta peça per convertir-la en una cançó en francès, anomenada "Dans la nuit".
- La lletra de la cançó "Divina Il·lusió" d'Enrique Quezada Reis, fundador i primera veu de "Los Tres Diamantes", és un èxit que des de 1950 perdura àmpliament en el gust romàntic musical de la llengua espanyola.